# Artis magnae, sive de regulis algebraicis
Artis magnae, sive de regulis algebraicis, més conegut com a Ars magna (en llatí, Gran obra), és un important llibre de matemàtiques publicat a Nuremberg en llatí per Gerolamo Cardano l'any 1545.

## Contingut
El llibre escrit per Gerolamo Cardano conté la primera solució publicada per a les equacions de tercer grau mitjançant un mètode creat pels matemàtics Tartaglia i Scipione del Ferro, de la mateixa època, i el primer càlcul explícit amb nombres complexos. Conté així mateix, la resolució de l'equació de quart grau, deguda a Lodovico Ferrari, deixeble de Cardano i col·laborador d'aquest en el desenvolupament de l'Ars Magna.
Cardano, mitjançant adulacions a Niccoló Fontana, conegut com Tartaglia, va reeixir el mètode per resoldre equacions cúbiques, que va publicar malgrat prometre a Tartaglia que no ho difondria.
Edicions
- «Artis magnae, sive, De regulis algebraicis liber unus». A: Opera omnia (pdf) (en llatí). volum 4, p. 221-302 [Consulta: 30 juny 2020]. Arxivat 2008-06-26 a Wayback Machine. Extret de la segona edició
- Biblioteca d'Estat de Baviera. Liber unus… Artis magnae sive de regulis algebraicis (1545) - (llibre electrònic sense dret d'autor), 2007-2020 Image-based Similarity Search [Consulta: 20 desembre 2020].
- Massimi Tamborini (ed.). Artis magnae, sive, De regulis algebraicis liber unus. reedició.  Milano, Italy: Franco Angeli, 2011 (Filosofia e scienza nell'età moderna). ISBN 978-88-568-3161-0.